# Katarzyna Klata
Katarzyna Klata (Kowalska) (Sochaczew, 18 de outubro de 1972) é uma arqueira polaca, medalhista olímpica.

## Carreira
Katarzyna Klata representou a Polônia nos Jogos Olímpicos de Verão de 1996, em Atlanta, nos Estados Unidos, ganhando a medalha de bronze por equipes. 